# The Last Waltz (box)
| Críticas profissionais | Críticas profissionais |
| Avaliações da crítica  | Avaliações da crítica  |
| Fonte                  | Avaliação              |
| ---------------------- | ---------------------- |
| allmusic               | 4 de 5 estrelas.       |

The Last Waltz é uma caixa de quatro discos do The Band, com o relançamento do álbum de 1978 que documenta o concerto de despedida do grupo em sua formação clássica. Quarenta faixas foram tiradas do concerto, além de sobras de estúdio registradas durante os ensaios. Vinte e quatro das faixas não haviam sido lançadas oficialmente.

## Faixas
Todas as canções foram compostas por Robbie Robertson, exceto onde especificado em contrário.

### Disco um
1. "Theme from the Last Waltz"** – 3:52
2. "Up on Cripple Creek"** – 5:31
3. "The Shape I'm In" – 4:10
4. "It Makes No Difference" – 6:51
5. "Who Do You Love?"** (Ellas McDaniel) – 4:51
6. "Life Is a Carnival" (Rick Danko, Levon Helm, Robbie Robertson) – 4:25
7. "Such a Night"** (Mac Rebennack) – 4:41
8. "The Weight"* – 4:50
9. "Down South in New Orleans" (Jack Anglin]], Jim Anglin, Johnnie Wright) – 3:11
10. "This Wheel's on Fire"* (Danko, Bob Dylan) – 3:54
11. "Mystery Train" (Junior Parker, Sam Phillips) – 5:03
12. "Caldonia"* (Louis Jordan) – 6:08
13. "Mannish Boy" (Mel London, McDaniel, McKinley Morganfield) – 6:40
14. "Stage Fright" – 4:31

### Disco dois
1. "Rag Mama Rag"* – 4:34
2. "All Our Past Times"* (Eric Clapton, Danko) – 5:01
3. "Further on Up the Road"** (Don Robey, Joe Veasey) – 5:30
4. "Ophelia" – 3:45
5. "Helpless" (Neil Young) – 5:53
6. "Four Strong Winds"* (Ian Tyson) – 4:37
7. "Coyote" (Joni Mitchell) – 5:28
8. "Shadows and Light"* (Mitchell) – 5:45
9. "Furry Sings the Blues"* (Mitchell) – 5:09
10. "Acadian Driftwood"* – 7:07
11. "Dry Your Eyes"** (Neil Diamond, Robertson) – 4:16
12. "The W.S. Walcott Medicine Show"* – 3:39
13. "Tura Lura Lural (That's an Irish Lullaby)" (James Royce Shannon) – 4:10
14. "Caravan"** (Van Morrison) – 6:12

### Disco três
1. "The Night They Drove Old Dixie Down"** – 4:35
2. "The Genetic Method/Chest Fever"* (Garth Hudson, Robertson) – 2:41
3. "Baby, Let Me Follow You Down" (Reverend Gary Davis) – 2:56
4. "Hazel"* (Dylan) – 3:41
5. "I Don't Believe You (She Acts Like We Never Have Met)" (Dylan) – 3:29
6. "Forever Young"** (Dylan) – 5:51
7. "Baby, Let Me Follow You Down" (Reprise)** (Davis) – 2:59
8. "I Shall Be Released"** (Dylan) – 4:50
9. "Jam #1"* – 5:32
10. "Jam #2"* – 9:10
11. "Don't Do It"* (L. Dozier-B. Holland-E. Holland) – 6:19
12. "Greensleeves"* (Tradicional) – 1:37

### Disco quatro
1. "The Well" – 3:32
2. "Evangeline" – 3:10
3. "Out of the Blue"** – 3:20
4. "The Weight" – 4:35
5. "The Last Waltz Refrain" – 1:32
6. "Theme from the Last Waltz" – 3:26
7. "King Harvest (Has Surely Come)"* – 3:52
8. "Tura Lura Lural"* (an Irish lullaby, ensaio) (James Royce Shannon) – 3:52
9. "Caravan"* (rehearsal) (Morrison) – 6:30
10. "Such a Night"* (ensaio) (Rebennack) – 5:24
11. "Rag Mama Rag"* (ensaio) – 3:52
12. "Mad Waltz"* (early version of "The Well") – 5:30
13. "The Last Waltz Refrain"* (versão instrumental) – 0:50
14. "The Last Waltz Theme"* (esboço) – 3:34

Faixas marcadas com * - não lançadas anteriormente

Faixas marcadas com ** - material extra

## Créditos

### The Band
- Rick Danko – baixo, fiddle, vocais
- Levon Helm – bateria, bandolim, vocais
- Garth Hudson – órgão, acordeão, sintetizador, instrumentos de sopro
- Richard Manuel – piano, órgão, clavinete, bateria, teclado, dobro, vocais
- Robbie Robertson – guitarra, piano, vocais

### Seção de metais
- Rich Cooper – trompete, fliscorne
- James Gordon – flauta, saxofone tenor, clarinete
- Jerry Hey – trompete, fliscorne
- Howard Johnson – tuba, saxofone barítono, fliscorne, clarinete
- Charlie Keagle – clarinete, flauta, saxofone alto, tenor e soprano
- Tom Malone – trombone, eufônio, flauta, trombone
- Larry Packer – violino elétrico
- Henry Glover, Garth Hudson, Howard Johnson, Tom Malone, John Simon e Allen Toussaint - arranjo de metais

### Convidados
- Paul Butterfield – harmônica e vocais
- Bobby Charles – vocais
- Eric Clapton – guitarra e vocais
- Neil Diamond – guitarra e vocais
- Dr. John – piano, guitarra, congas e vocais
- Bob Dylan – violão e vocais
- Emmylou Harris – violão e vocais
- Ronnie Hawkins – vocais
- Alison Hormel – vocal de apoio
- Bob Margolin – guitarra
- Joni Mitchell – violão e vocais
- Van Morrison – vocais
- Pinetop Perkins – piano
- Dennis St. John – bateria
- John Simon – piano
- Cleotha Staples – vocais
- Mavis Staples – vocais
- Roebuck "Pops" Staples – guitarra e vocais
- Yvonne Staples – vocais
- Ringo Starr – bateria
- Muddy Waters – vocais
- Ronnie Wood – guitarra
- Neil Young – violão, harmônica e vocais

### Produção
- Robbie Robertson – produtor
- John Simon e Rob Fraboni – co-produtores
- Ed Anderson – engenheiro de gravação e mixagem
- Terry Becker, Neil Brody, Tim Kramer, Elliot Mazer e Wayne Neuendorf – engenheiros de gravação
- Baker Bigsby, Tony Bustos e Jeremy Zatkin – engenheiros de mixagem

### Outros
- Bill Graham – produção do concerto
- John Simon – arranjos de cordas